# Maison de Graeff
Pour les articles homonymes, voir Graeff.
Ne doit pas être confondu avec Maison De Graaf.
Les De Graeff (Graeff, De Graeff van Polsbroek, De Graaff, Graef) sont une puissante famille patricienne et noblesse de Pays-Bas, originaire d'Amsterdam, dont la puissance émerge à l'époque du Siècle d'or néerlandais et des Provinces-Unies. Ils constituaient une partie importante du Parti des États néerlandais et étaient donc des opposants aux ambitions monarchistes de la Maison d'Orange.

## Histoire

### Origine
La famille De Graeff pourrait provenir du noble autrichien Wolfgang von Graben († 1521). Peter von Graben aka Pieter Graeff (* ~1450/1460) est le premier membre de la famille reconnu,. Pieter Graeff s'est marié avec Griet Piezerdr Berents (de la famille noble De Grebber), une femme de rang noble ou patricien de la région nord d'Amsterdam. Le couple a eu un fils, Jan Pietersz Graeff (~1500-1553), qui a continué la lignée familiale à Amsterdam. Les armoiries familiales de 1542 ou 1543 montrent la pelle Von Graben et le cygne de la famille De Grebber. Jan a eu plusieurs fils, dont Lenaert Jansz de Graeff (ca 1525 - avant 1578), chef du Wassergeusen et Dirk Jansz Graeff (1532-1589), maire d'Amsterdam.

### À l'âge d'or
La famille De Graeff est une importante famille régente d'Amsterdam, à qui elle a donné plusieurs personnalités influentes du XVIe au XVIIIe siècle, notamment les bourgmestres et régents Jacob Dircksz de Graeff (1570-1638), ses fils Cornelis (1599-1664) et Andries de Graeff (1611-1678), proches de Johan de Witt. Du fait de la puissance d'Amsterdam, Cornelis de Graeff a été l'une des personnes les plus influentes des Provinces-Unies pendant la première période sans stathoudérat (1650-1672). La famille De Graeff et Bicker l'un des principaux promoteurs à la fin de la guerre de Trente Ans avec l'Espagne, qui a pris fin en 1648 dans le traité de Münster,,. À cette époque, les membres de la famille De Graeff étaient également d'importants mécènes d'art et d'artistes tels que Rembrandt, Govert Flinck, Gerard ter Borch, Jacob van Ruisdael, Caspar Netscher, Gérard de Lairesse, Artus Quellinus et Joost van den Vondel.
En 1671/72, De Lairesse peint les trois peintures du plafond "Triomf der Vrede" (Triomphe de la Paix) pour Andries de Graeff, avec ses parties de gauche à droite: Unité, Liberté, Sécurité. De Lairesse a peint ces trois peintures de plafond pour le bourgmestre d'Amsterdam Andries de Graeff. Les peintures portaient un message clair: le « vraie liberté » (Ware Vrijheid) de la République n’était protégé que par les régents républicains d’Amsterdam. Les peintures de Triomf der Vrede glorifient le rôle de la famille De Graeff en tant que protectrice de l’État républicain, défenseur de la « vraie liberté » (ware Vrijheid). Il faut également le comprendre comme une déclaration d'opposition et contre le retour au stathouder oranais. Après le retour du stathoudérat entre les mains de Guillaume III d'Orange, pendant la rampjaar en 1672, Andries de Graeff perd toute fonction politique, tout comme le reste de sa famille - Pieter
(1638-1707) et Jacob de Graeff (1642-1690).

### Après le point culminant
Après le Rampjaar, la famille n'a été impliquée dans la fortune d'Amsterdam qu'à travers divers conseils municipaux. Au milieu du XIXe siècle, la famille avait complètement disparu de la politique municipale et la Ligne de La Haye avait repris la direction politique et sociale de la famille. A cette époque vivaient Dirk de Graeff van Polsbroek (1833-1916), diplomate au Japon, et son fils Andries Cornelis Dirk de Graeff (1872-1958), ministre des Affaires étrangères et gouverneur général des Indes néerlandaises.[réf. nécessaire]

### Féodalisme
En 1610 Jacob Dircksz de Graeff (1570-1638) a acheté la seigneurie libre de Zuid-Polsbroek, en 1678 Jacob de Graeff (1642-1690), son petit-fils, a hérité de la seigneurie libre de Purmerland et Ilpendam. Les deux gloires furent vendues après la mort de Gerrit IV de Graeff (1797-1870) en 1870.
Andries de Graeff (1611-1678) et son fils Cornelis (1650-1678) furent faits chevaliers du Saint-Empire romain germanique en 1677, en 1678, ils sont tous deux décédés. En 1885 Dirk de Graeff van Polsbroek (1833-1916) fut fait 'jonkheer'.

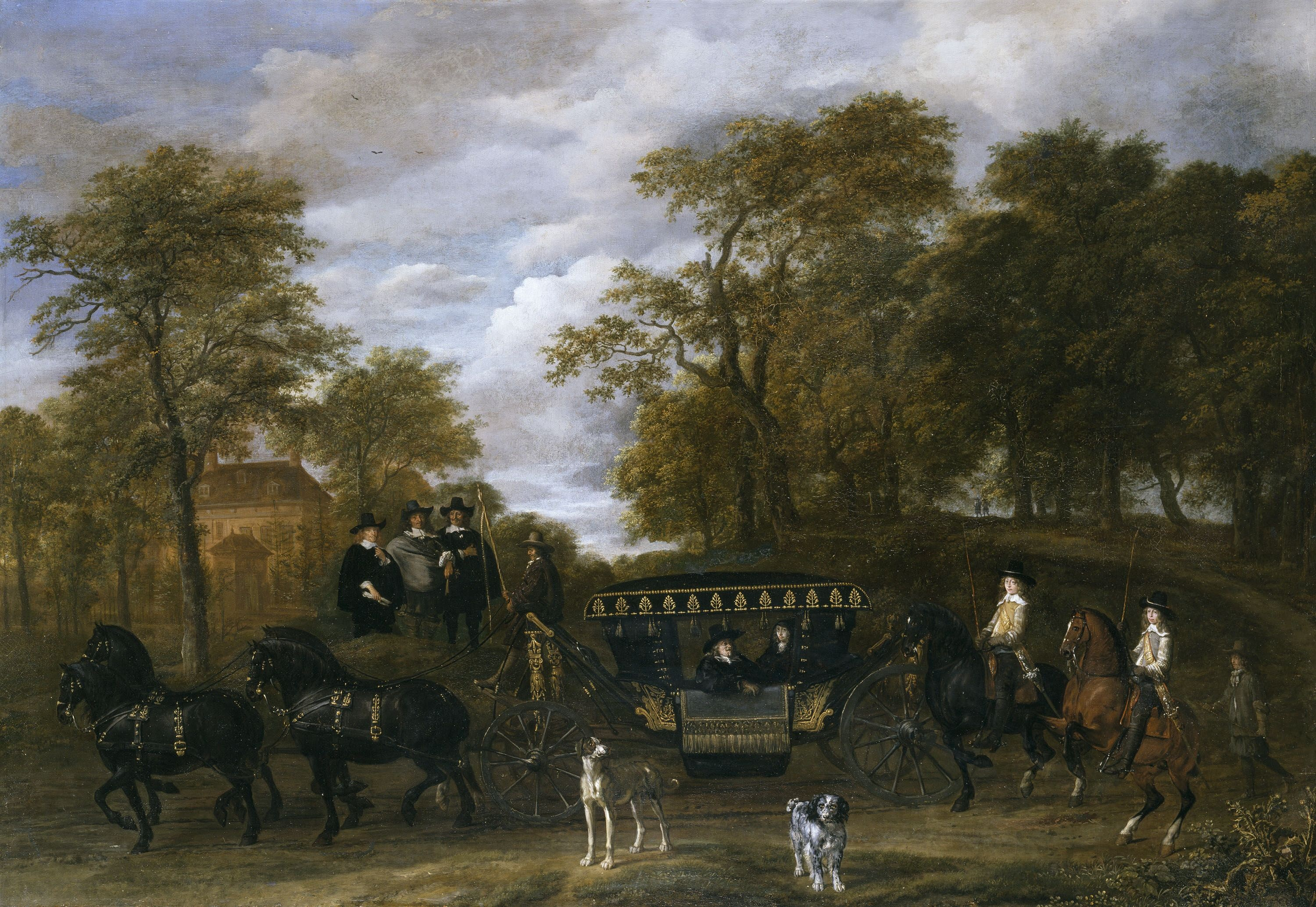
Cornelis de Graeff dans Soestdijk, peint par Jacob van Ruisdael et Thomas de Keyser
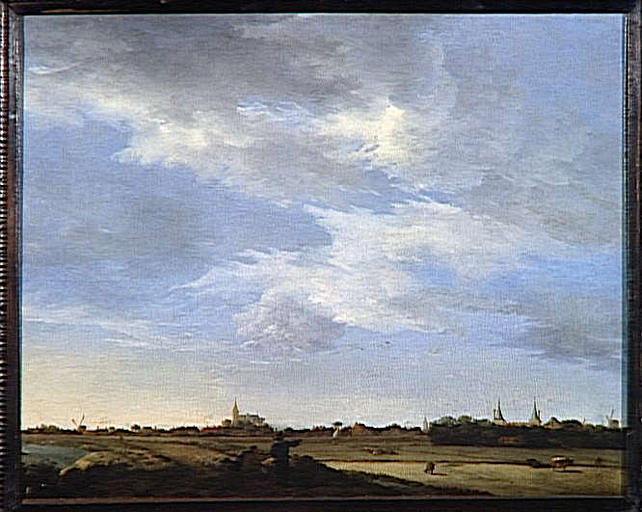
Château de Ilpenstein et le village Ilpendam, paint par Joris van der Haagen, (Musée du Louvre)
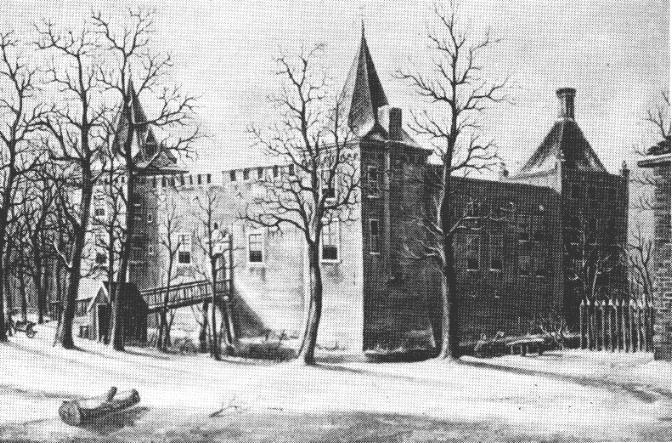
Château de Ilpenstein
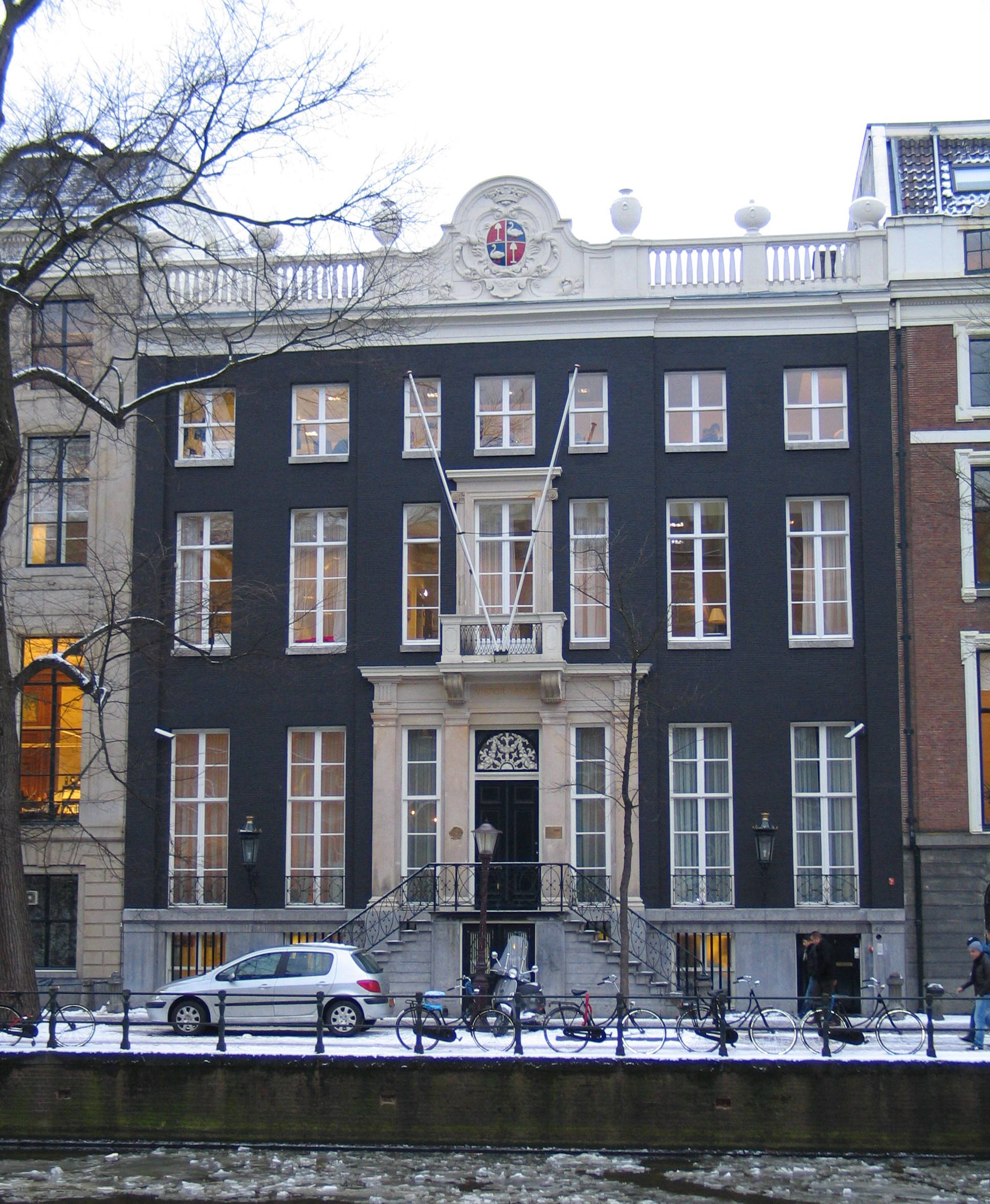
Palais Huis Van der Graeff, Herengracht 446, Amsterdam

## Filiation
- Wolfgang von Graben († 1521), seigneur de Kornberg et Graben, vicomte de Saldenhofen[16],[17]
  - Peter von Graben aka Pieter Graeff (* ~1450/1460)[18],[19]
    - Jan Pietersz Graeff (~1500-1553)
      - Lenart Jansz de Graeff (1530/35-1578)
        - Dirk Reynier de Graeff (nommée 1596) → ancêtre présumé de "De Graaff" (Hollande, Prusse)[19]

      - Diederik Jansz Graeff (1532-1589)
        - Jacob Dircksz de Graeff (1570-1638)
          - Cornelis de Graeff (1599-1664)
            - Pieter de Graeff (1638-1707)
              - Johan de Graeff (1673-1714)
                - Gerrit de Graeff (1711-1752)
                  - Gerrit II de Graeff (1741-1811)
                    - Gerrit III de Graeff (1766-1814)
                      - Gerrit IV de Graeff (1797-1870)
                      - Gerrit Arnold Theodoor de Graeff (1831-1889) → géniteur d'une lignée sud-africaine
                        - Dirk de Graeff van Polsbroek (1833-1916)
                          - Andries Cornelis Dirk de Graeff (1872-1958)
                            - Jacob de Graeff (* 1921)
                              - Jan Jaap de Graeff (* 1949)

                          - Géorg de Graeff (1873–1954)
                            - Dirk Georg de Graeff (1905–1986)

            - Jacob de Graeff (1642-1690)

          - Andries de Graeff (1611-1678)
            - Cornelis de Graeff (1650-1678)

        - Pieter Dircksz Graeff (1573–1645)

      - Jacob Jansz Graeff († ~ 1580), → géniteur d'une lignée hollandaise
        - Jan Jacobsz Graeff (* ~ 1570/75)
          - Claes Jansz Graeff
            - Albert Claesz de Graeff (* ~ 1620)

        - Adriaan Jacobsz Graeff (fils illégitime) → géniteur d'une lignée illégitime[20] [comprend Helmuth Gräff (* 1958), artiste autrichien et Matthias Laurenz Gräff (* 1984), artiste et homme politique autrichien[21]]

  - Abraham Graeff (* ~ 1485-1561) -- Allemagne, famille présumée Op den Graeff / Updegraff

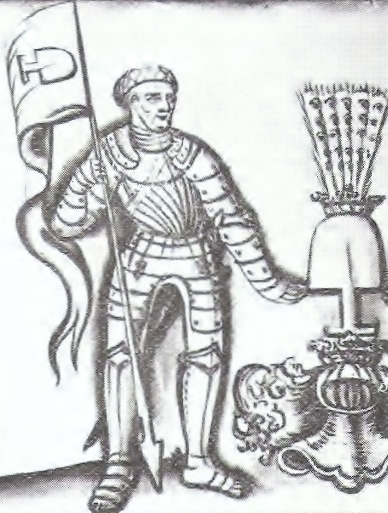
Wolfgang von Graben
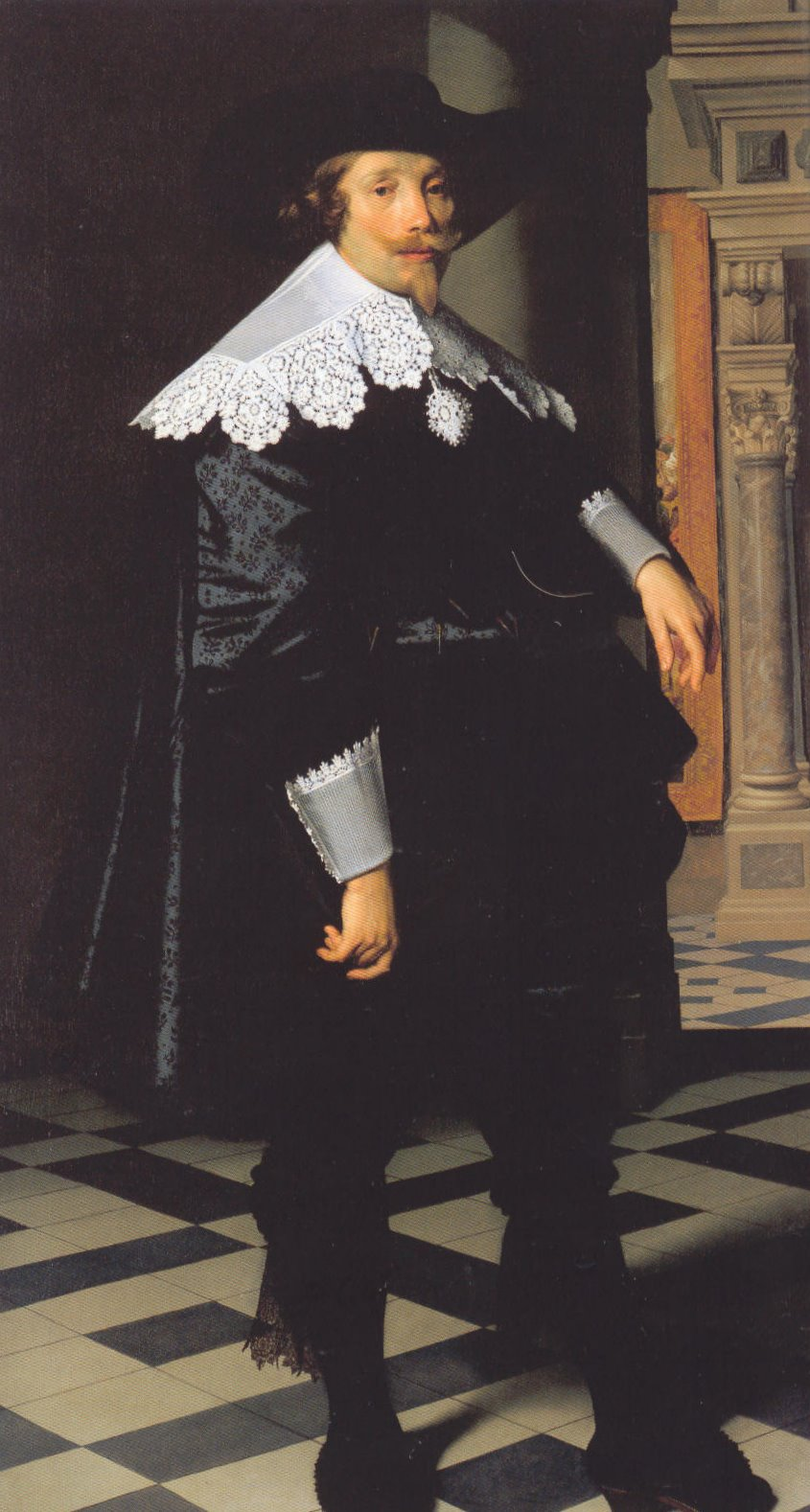
Cornelis de Graeff, peint par Nicolaes Eliaszoon Pickenoy
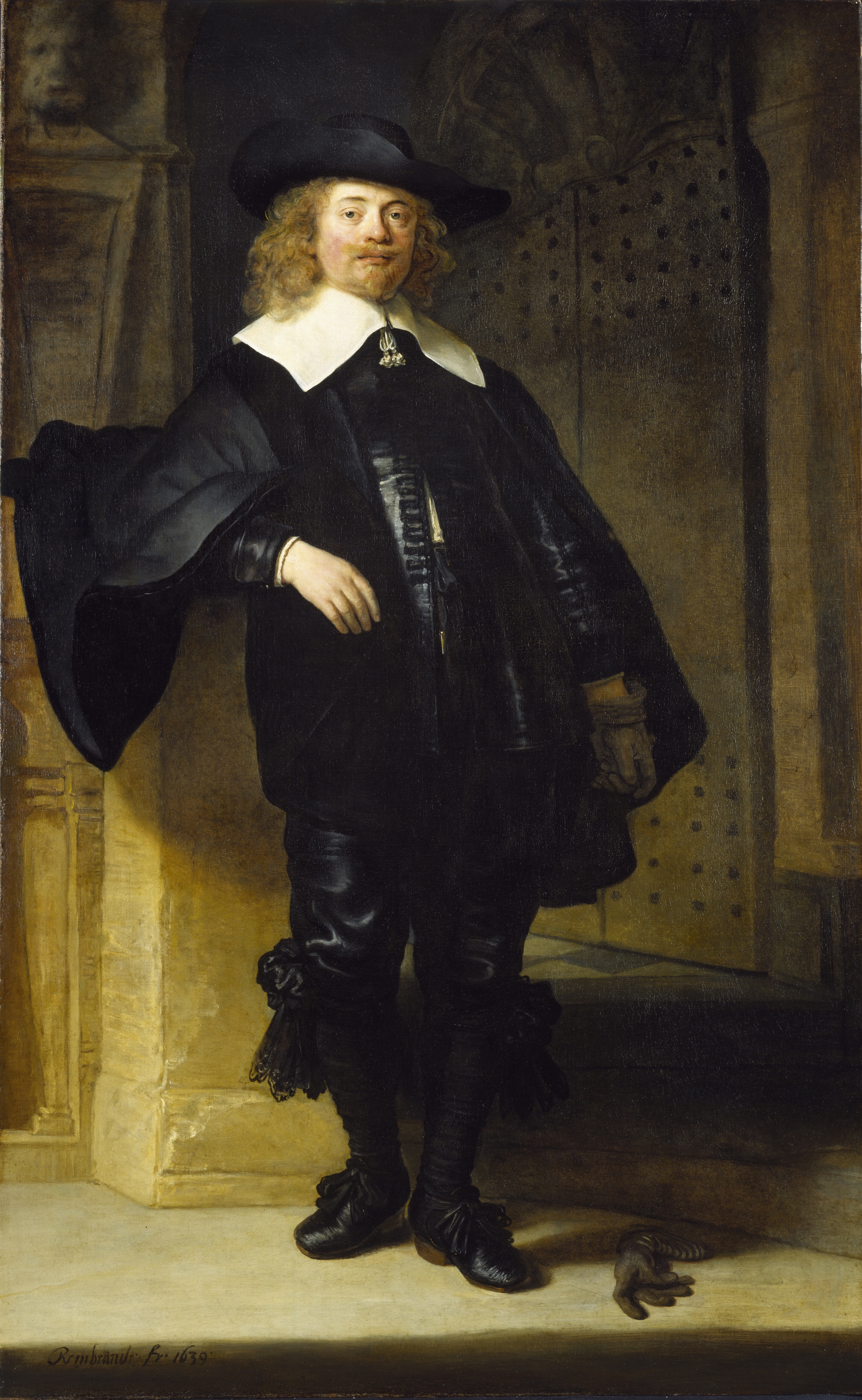
Andries de Graeff, peint par Rembrandt
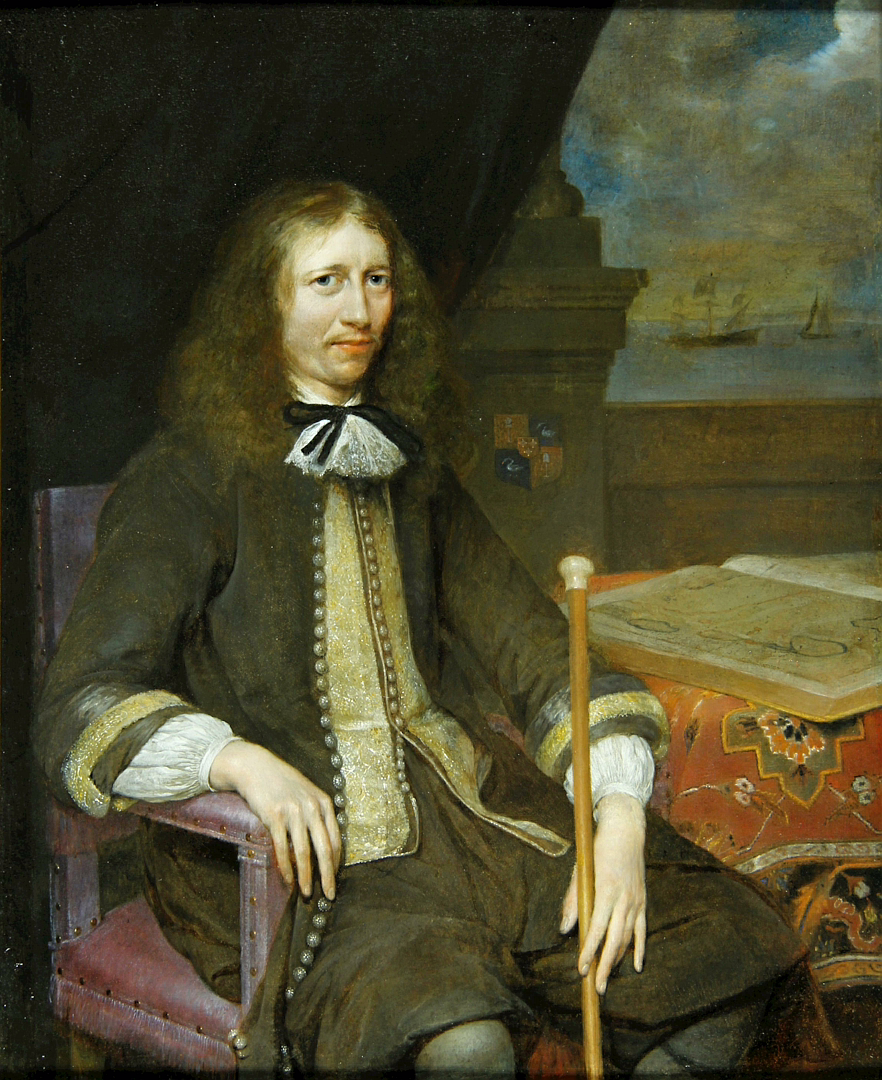
PieterdeGraeff, peint par Gerard ter Borch
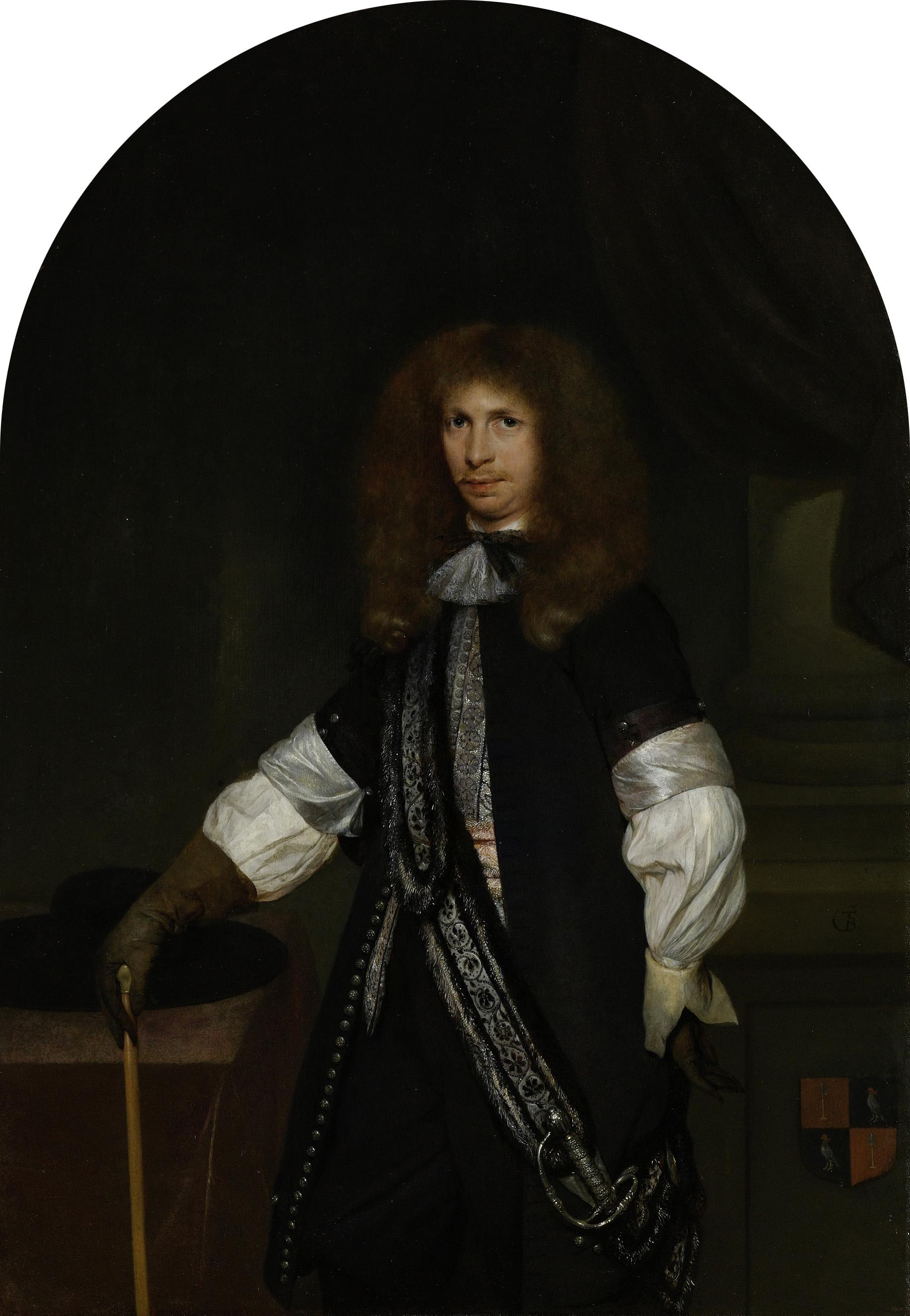
Jacob de Graeff, peint par Gerard Terborch
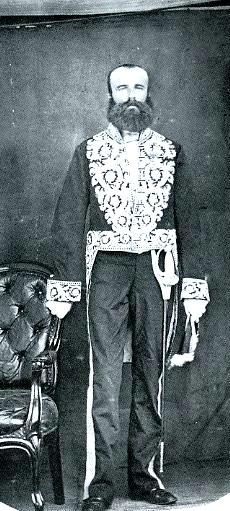
Dirk de Graeff van Polsbroek, par Felice Beato
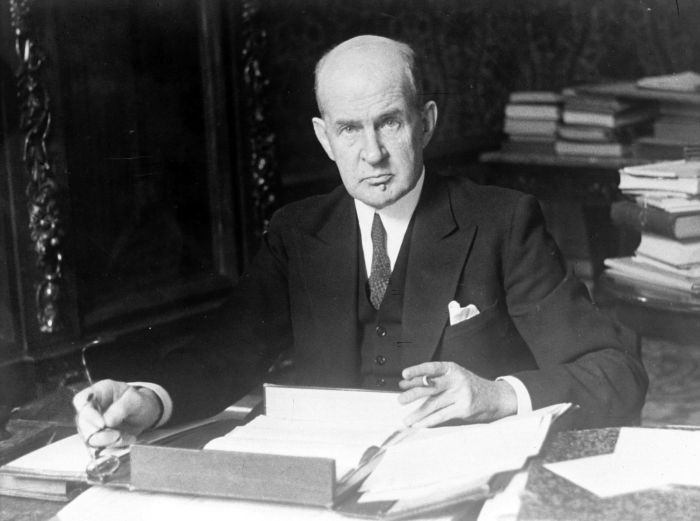
Andries Cornelis Dirk de Graeff

## Association familiale
L'association familiale mondiale Gräff-Graeff (Familienverband Gräff-Graeff e.V.) a été fondée en 2013 en tant qu'association enregistrée en Autriche. L'association familiale sert à connaître, communiquer, échanger, rechercher et réunir les familles Graeff, les descendants naturels présumés du noble autrichien Wolfgang von Graben. Le président est l'Autrichien Matthias Laurenz Gräff. La présidence et l'administration de la cellule familiale ne doivent pas être confondues avec la fonction de chef de la famille entière et de ses différentes branches.
| Président                       | Blason | Pays     | Début de la période | Fin de la période |
| ------------------------------- | ------ | -------- | ------------------- | ----------------- |
| Matthias Laurenz Gräff (* 1984) |        | Autriche | 2013                | /                 |